# Martin Dooling
Martin Thomas Dooling (Alton, 18 dicembre 1886 – St. Louis, 21 agosto 1966) è stato un calciatore statunitense, di ruolo centrocampista.
Nel 1904 fece parte della squadra del St. Rose Parish che conquistò la medaglia di bronzo nel torneo di calcio dei Giochi della III Olimpiade.